# Paul Guilfoyle (acteur, 1902-1961)
Pour l'acteur plus jeune, voir Paul Guilfoyle.
Paul Guilfoyle est un acteur américain de cinéma né le 14 juillet 1902 à Jersey City et mort le 27 juin 1961  à Hollywood.

## Filmographie partielle
- 1935 : Le Crime du docteur Crespi (The Crime of Dr. Crespi) de John H. Auer
- 1936 : Sous les ponts de New York (Winterset) de Alfred Santell
- 1937 : Michel Strogoff de George Nichols Jr.
- 1937 : La Femme que j'aime (The Woman I Love) de Anatole Litvak
- 1937 : Les Démons de la mer (Sea Devils) de Benjamin Stoloff
- 1937 : Flight from Glory de Lew Landers
- 1939 : Avocat mondain (Society Lawyer) de Edwin L. Marin
- 1939 : Pacific Liner de Lew Landers
- 1939 : Édition de minuit (News Is Made at Night) de Alfred L. Werker
- 1940 : Tête chaude (East of the River) de Alfred E. Green
- 1940 : Les Raisins de la colère de John Ford
- 1940 : L'Étrange Aventure (Brother Orchid) de Lloyd Bacon
- 1943 : Petticoat Larceny de Ben Holmes (en)
- 1943 : Three Russian Girls de Henry S. Kesler et Fedor Ozep
- 1944 : C'est arrivé demain de René Clair
- 1945 : Why Girls Leave Home de William Berke
- 1946 : La Course au bonheur (Sweetheart of Sigma Chi) de Jack Bernhard et William Beaudine
- 1947 : Roses Are Red de James Tinling
- 1947 : Second Chance de James Tinling
- 1948 : Trouble Preferred de James Tinling
- 1949 : L'Assassin sans visage de Richard Fleischer
- 1951 : Journey into Light de Stuart Heisler
- 1955 : Le Procès de Mark Robson